# 桑赛
桑赛（法語：Sanxay，法語發音：[sɑ̃sɛ]）是法国新阿基坦大区维埃纳省的一个市镇，位于该省西部，属于普瓦捷区。

## 地理
桑赛（46°29'40"N, 0°0'25"W）面积24.13 平方千米，位于法国新阿基坦大区维埃纳省，该省份为法国中西部省份，北起曼恩-卢瓦尔省和安德尔-卢瓦尔省，西接德塞夫勒省，南至夏朗德省，东南接上维埃纳省，东临安德尔省。
与桑赛接壤的市镇（或旧市镇、城区）包括：莱福日、梅尼古特、圣热尔米耶、瓦勒、沃讷河畔屈尔宰、鲁耶、布瓦夫尔拉瓦莱。

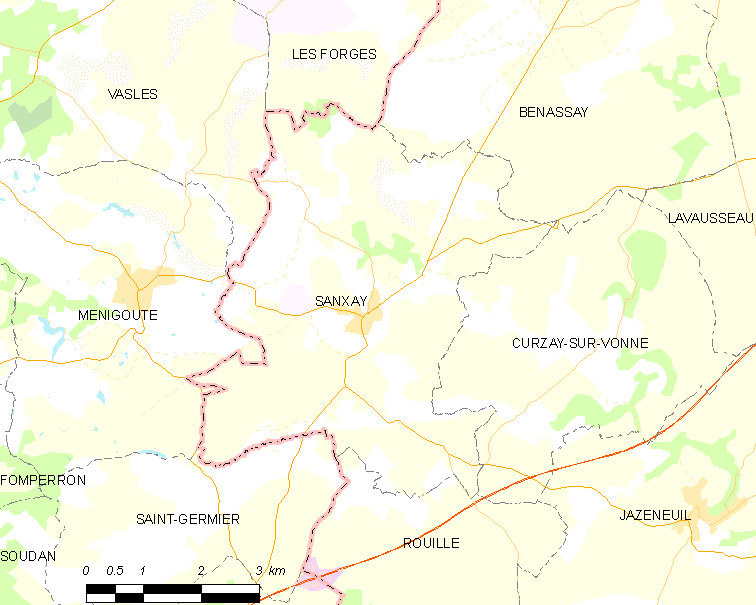
桑赛的OSM定位图

桑赛的时区为UTC+01:00、UTC+02:00（夏令时）。

## 行政
桑赛的邮政编码为86600，INSEE市镇编码为86253。

## 政治
桑赛所属的省级选区为吕西尼昂县。

## 人口

1962-2008年间桑赛人口变化图示

桑赛于2022年1月1日时的人口数量为548人。